# Villanueva de la Sierra
Villanueva de la Sierra és un municipi de la província de Càceres, a la comunitat autònoma d'Extremadura (Espanya).
La Festa de l'arbre, que celebra aquesta localitat cada 26 de febrer, ha estat declarada Bé d'Interès Cultural. Primera Festa de l'arbre que es va celebrar al món, 1805.